# 4185 Phystech
4185 Phystech је астероид главног астероидног појаса чија средња удаљеност од Сунца износи 2,217 астрономских јединица (АЈ).
Апсолутна магнитуда астероида је 13,5.